# 공주-대평리 전투
공주-대평리 전투는 1950년 7월 14일부터 7월 16일까지 대평리 축선에서 조선민주주의인민공화국과 미국 간에 벌어진 전투이다. 금강 방어선 전투, 전의 전투라고도 불리며, 이 전투에서 미군이 패배하여 대전 지역의 미국 제24사단이 조선인민군에 포위되었다.